# Bebryce inermis
Bebryce inermis is een zachte koraalsoort uit de familie Plexauridae. De koraalsoort komt uit het geslacht Bebryce. Bebryce inermis werd in 2010 voor het eerst wetenschappelijk beschreven door Samimi Namin & van Ofwegen. 